# Christian Heinrich Postel
Christian Heinrich Postel (Freiburg/Elbe, 11 ottobre 1658 – Amburgo, 22 marzo 1705) è stato un poeta e librettista tedesco. Come poeta epico ha scritto 28 libretti per l'Oper am Gänsemarkt di Amburgo, utilizzati da compositori come Johann Philipp Förtsch, Reinhard Keizer e Georg Philipp Telemann. I suoi testi per una Passione di San Giovanni furono usati dai compositori Christian Ritter, Johann Mattheson e Johann Sebastian Bach nella loro rispettiva Passione di San Giovanni.

## Biografia

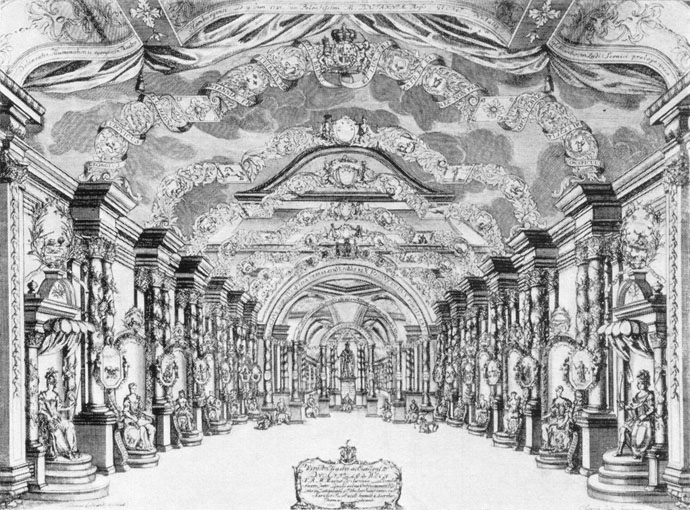
Oper am Gänsemarkt

Postel nacque a Friburgo/Elba, figlio del teologo Lorenz Postel e sua moglie Dorothea, nata Isentrut. Suo padre era un pastore alla Heiliggeistkirche di Amburgo. Christian Heinrich Postel frequentò la Gelehrtenschule des Johanneums. Studiò giurisprudenza all'Università di Lipsia dal 1680 con Christian Thomasius. Mentre la peste minacciava Lipsia, continuò i suoi studi all'Università di Rostock, dove si laureò il 10 maggio 1683. Viaggiò per sei mesi con Jacob von Melle, storico e teologo, nei Paesi Bassi, in Inghilterra e in Francia. Il loro diario del viaggio, Beschreibung einer Reise durch das nordwestliche Deutschland, nach den Niederlanden und England im Jahre 1683 (Descrizione di un viaggio nella Germania nordoccidentale, nei Paesi Bassi e in Inghilterra nell'anno 1683), non stampato fino al XIX secolo, mostra i loro molti interessi, specialmente nelle università e biblioteche straniere.
Di ritorno ad Amburgo aprì uno studio come avvocato. Scrisse 28 libretti d'opera per l'Oper am Gänsemarkt dal 1688 al 1702, utilizzati da compositori suoi contemporanei come Johann Georg Conradi, Reinhard Keiser e Johann Sigismund Kusser. Georg Philipp Telemann usò il suo libretto Sieg der Schönheit ("Vittoria della bellezza"). Adattò la tragedia di Jean Galbert de Campistron, Achille et Polyxène, per un'opera di Lully e Colasse, rappresentata per la prima volta nel 1687, come una collaborazione franco-tedesca unica nella storia dell'opera. Il suo libretto d'opera Die heilige Eugenia, oder die Bekehrung der Stadt Alexandria zum Christenthum ("S. Eugenia, ovvero la conversione della città di Alessandria al cristianesimo"), fu ambientato da Johann Philipp Förtsch, eseguito in anteprima nel 1688 e stampato nel 1695.
Intorno al 1700 Postel scrisse il libretto per un oratorio Leiden und sterben Jesu Christi (Passione e morte di Gesù Cristo o Passione di San Giovanni). Un'ambientazione precedentemente attribuita a Georg Friedrich Händel si pensa ora che sia di Christian Ritter. Un'altra ambientazione, chiamata Das Lied des Lammes ("La canzone dell'agnello") è di Johann Mattheson. Diverse parti del testo sono state utilizzate nella Passione secondo Giovanni di Bach. Mentre Postel si pensa abbia scritto tutti i tredici pezzi poetici aggiunti al testo del Vangelo, è certo solo per tre che siano stati ristampati da Christian Friedrich Hunold, mentre Durch dein Gefängnis, Gottes Sohn è tra gli altri dieci. Ritter e Mattheson composero come un'aria, mentre Bach lo impostò come una corale sulla melodia dell'inno Machs mit mir, Gott, nach deiner Güt (Tratta con me, Dio, secondo la tua gentilezza). Tutti e tre i compositori lo collocano nella stessa posizione nell'azione, nell'audizione giudiziaria di Pilato.
Postel morì ad Amburgo di tubercolosi.

## Opere selezionate
- Jakob von Melle, Christian Henrich Postel: Beschreibung einer Reise durch das nordwestliche Deutschland, nach den Niederlanden und England im Jahre 1683. Aus einer Handschrift der Lübeckischen Stadtbibliothek herausgegeben von Oberlehrer Dr. Carl Curtius. Gebr. Borchers, Lübeck 1891 (Programm Lübeck Catharineum 1891), online.